# Michal Faško
Michal Faško (* 24. August 1994 in Brezno) ist ein slowakischer Fußballspieler, der aktuell für den slowakischen Club FK Dukla Banská Bystrica spielt. 

## Karriere

### Verein
Nach seinen Anfängen in der Jugend des ŠK Partizán Čierny Balog und FO ŽP ŠPORT Podbrezová wechselte er im Winter 2011 zum FK Dukla Banská Bystrica in die Fortuna liga. Dort kam er auch zu seinem ersten Einsatz im Profibereich, als er als 16-Jähriger am 14. Mai 2011 gegen Spartak Trnava kurz vor Schluss eingewechselt wurde. Im Sommer 2015 wechselte er innerhalb der Liga zum MFK Ružomberok. Nach zwei Spielzeiten erfolgte sein erster Auslandswechsel in die Schweiz zum Grasshopper Club Zürich. Von dort erfolgte im Sommer 2018 ein leihweiser Wechsel nach Deutschland zum Drittligisten Eintracht Braunschweig. Da er dort die gewünschten Einsatzzeiten nicht bekam, wurde die Leihe im Winter 2019 aufgelöst, um ihn sofort nach Tschechien zum MFK Karviná weiterzuverleihen. Im Sommer 2019 wechselte er zurück in die Slowakei zum FC Nitra. 2021 folgte ein Wechsel zu Slovan Liberec. Im Jahr darauf ging er zum FK Dukla Banská Bystrica zurück.

### Nationalmannschaft
Michal Faško ist auch auf mehreren Ebenen der Jugendnationalmannschaften des slowakischen Fußballverbandes aufgelaufen.